# Johann Heinrich Ringier

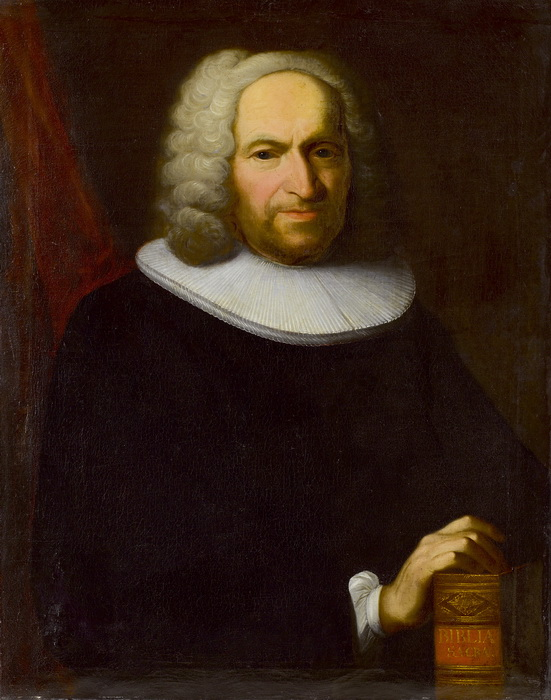
Johann Heinrich Ringier, Gemälde von Johann Rudolf Dälliker (1740)

Johann Heinrich Ringier (getauft 3. Juli 1668 in Walkringen; † 10. Mai 1745 in Bern, heimatberechtigt in Zofingen und ab 1716 in Bern) war ein Schweizer Theologe.

## Leben
Johann Heinrich Ringier studierte Theologie an der Hohen Schule in Bern, England, Frankreich sowie in Franeker bei Hermann Alexander Roëll und verheiratete sich 1700 mit Magdalena Salome Fellenberg. Er diente mehrere Jahre als Feldprediger in den holländischen Regimentern von Mülinen und Tscharner. 1699 wurde er Pfarrer in Zimmerwald, 1707 in Seeberg. In Bern wurde er 1715 Professor für Griechisch und ab 1734 der systematischen Theologie. Ringier verfasste 1718 in den Auseinandersetzungen um die Formula Consensus Berns ablehnende Antwort an die Lausanner Akademie.

## Werke
- Theses theologicae praecipua Christianae doctrinae capita ex primis principiis deducta continentes [...] Bern 1732, doi:10.3931/e-rara-27143 (Latein).
- Dissertatio theologica de typis antichristi. In: Tempe Helvetica. Band 1. Zürich 1736, S. 449–508, doi:10.3931/e-rara-83767.